# Borzni trg, Trst
Bórzni tŕg (italijansko piazza della Borsa) je eden glavnih trgov Trsta in bilo je gospodarsko središče mesta v 19. stoletju.
Borzni trg ima obliko trikotnika in neposredno meji na Veliki trg ter se zoži ter nadaljuje do začetka Korza Italija, pomembne mestne prometnice. Kraj trga je bil nekoč tik ob mestnem obzidju. Na mestu, kjer je prehod na Veliki trg, so bila Dunajska vrata, hiše, ki mejijo na trg navzgor, pa sledijo liniji starega obzidja proti stolpu Riborgo.
Trg se je prvotno imenoval Carinski trg (piazza della Dogana) po stavbi, ki je stala na mestu sedanje Palače Tergesteo. Sedanje ime izhaja iz očitnega toponima zaradi stavbe, ki jo je leta 1806 zgradil maceratski arhitekt Antonio Mollari za dejavnosti borznih trgovcev. V stavbi, ki zaznamuje trg in je eden najznamenitejših primerov tržaških neoklasicističnih spomenikov, je sedaj sedež Trgovinske, industrijske, obrtne in kmetijske zbornice v Trstu in se imenuje tudi Stara borza, saj se je borza leta 1844 najprej preselila v Tergesteo, nato pa leta 1928 v sosednjo stavbo (nekdanja Dreherjeva palača), ki se zato imenuje tudi Nova borza.
Ob tej palači je bil nekoč Mali kanal (Canal Piccolo), ki se ga še danes spominjamo po imenu ulice, ki je potekala skozi Portizzo in Via del Ponte do središča starega mesta. Kanal so zasuli leta 1816.
Na trg gledajo številne druge palače, od katerih se večina zdaj uporablja kot sedeži bank ali trgovine. Zanimiva je secesijska stavba, ki jo je leta 1905 zgradil arhitekt Maks Fabiani (hiša Bartoli). Na trgu je tudi stara pokrita galerija palače Tergesteo (arhitekt Buttazzoni - odprta leta 1842), ki ustvarja peš povezavo s trgom pred operno hišo Giuseppeja Verdija. V stavbi Tergesteo so tudi nekatere zgodovinske tržaške kavarne.
Nasproti stavbe trgovinske zbornice stoji spomenik cesarju Leopoldu I., čigar sin Karel VI. je Trst razglasil za svobodno pristanišče. Spomenik je bil postavljen leta 1660 na trgu Pozzo del Mare, leta 1808 pa je bil prestavljen na Borzni trg.
27. aprila 2011 je bil slovesno odprt obnovljeni in prenovljeni Borzni trg, na katerem so v celoti uredili za pešce ter vrnili Neptunov vodnjak (1755) na njegovo prvotno mesto, s katerega je bil odstranjen leta 1920. Vodnjak je do konca leta 2008 stal na Beneškem trgu, kjer ga je po popolni prenovi nadomestil spomenik Maksimilijana I. Avstrijskega.
Na trgu so leta 2019 postavili klop s podobo italijanskega pesnika, pisatelja in iredentista Gabrieleja D'Annunzia. Postavitev zagotovo razdvaja, čeprav mnogi D'Annunczia cenijo kot pesnika, pisatelja in govornika, drugi pa ga prezirajo zaradi njegovih fašističnih prepričanj in nacionalizma. Obeležje je bilo postavljeno ob stoletnici pohoda na Reko, s katerim je hotel D'Annunzio mesto priključiti Kraljevini Italiji.